# Jessica Stam
Jessica Stam (Kincardine, Ontario, Canadá, 23 de abril de 1986) a veces también llamada Stam, es una supermodelo canadiense. Sus ojos azules y pelo rubio la convirtieron en una favorita en la industria, convirtiéndose en la musa de Steven Meisel. Stam ha sido la cara para las campañas de Miu Miu, Prada, Lanvin, Giorgio Armani, H&M, Christian Dior, Bvlgari, y Nina Ricci. Y ha desfilado años consecutivos para Victoria’s Secret en noviembre 2006, 2007, y 2010.
Stam llegó a ocupar el puesto n.º 7 en models.com Top 50, y n.º 22 en el Top 25 The Money Girls

## Carrera

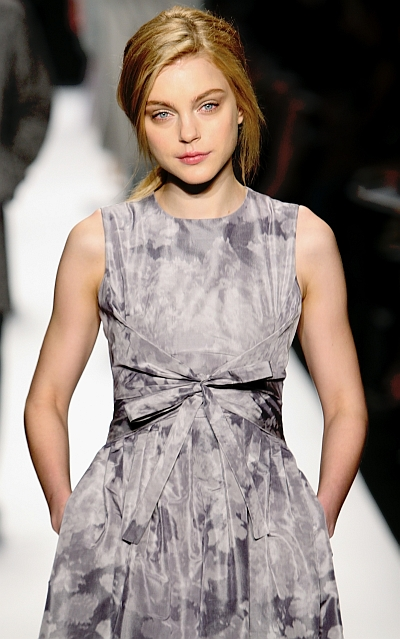
Stam desfilando en 2008.

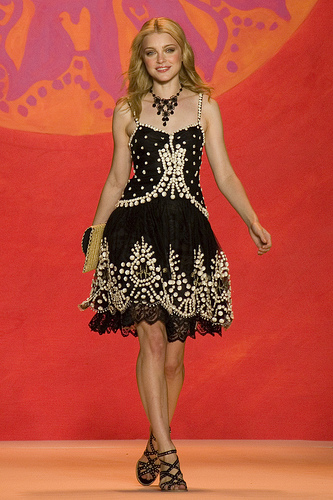
Stam en el Anna Sui Show de 2009.

Stam nació en una granja a dos horas de Toronto, Canadá. Creció en su granja con sus padres y seis hermanos. Fue descubierta en una tienda de café en su camino de regreso desde el parque de atracciones. Michele Miller, un agente de International Model Management, una agencia en Canadá, resultó estar allí tomando una taza de café cuando la vio. Stam fue la ganadora de Los Ángeles Model Look Search 2002 y ese mismo año Jessica se convirtió en la musa del fotógrafo Steven Meisel. A partir de los 15 años de edad estaba en casi todas las fotos de Meisel, y en poco tiempo, la cara de Stam estaba en todas partes.
En febrero 2004 abrió la pasarela de Miu Miu en París; y lo llamó como la marca que realmente comenzó su carrera. Protagonista como el interés amoroso con pelo naranja, en el corto Agent Orange. En 2005 Marc Jacobs diseñó una bolsa que lleva su nombre, la bolsa Stam inmediatamente se convirtió en una bolsa "It". 2006 encanala a Nico de The Velvet Underground, posando topless con una bolsa sobre el pecho, para BCBG Max Azria, apareció en un comercial de la fragancia Secret Wish de Anna Sui, fue destacada en la portada de Vogue británica y sustituyó a Marina Pérez como la cara de Giorgio Armani para otoño. Mayo 2007 apareció en la portada de la revista Vogue como una de las siguientes supermodelos del mundo, fotografiada por Steven Meisel.
Su firma pasadizo de largo y zancada fácil ha halagado al público en las pasarelas de Nueva York, Londres, Milán, y Paris caminando cientos de desfiles para diseñadores desde Chanel a Versace. Stam ha abierto y cerrado pasarelas para: Miu Miu, Carolina Herrera, Valentino, Rodarte, Nicholai by Nicky Hilton, Miss Sixty, John Galliano, Giorgio Armani, Richard Nicoll, y Elie Saab. The Wall Street Journal, encontró su manera de caminar tan notable que apareció en una "how-to" enseñando su estilo de pasarela a un interno de DKNY. Pero un pro como Jessica aún tuvo una caída dramática en la pasarela de Chloé otoño 2006 en París, mientras llevaba tacones de cinco pulgadas, se tropezó entre sí cuando sus pies cruzaba sobre la pista. Su caída recibió un millón de visitas en YouTube. 
En 12 de julio de 2007 fue nombrada como decimoquinta modelo mejor pagada del mundo según la revista Forbes, ganó $1.5 millones en los últimos doce meses.
En 2008 renueva su contrato con Christian Dior y Bvlgari. Steven Klein fotografió a Stam para Dolce & Gabbana, luego sustituye a Agyness Deyn como uno de los rostros de Giorgio Armani para otoño con Du Juan, y firmó un contrato con Giorgio Armani para la fragancia Onde, que fue fotografiado por Mert Alas y Marcus Piggott. 2009 firma un contrato con Nina Ricci para la fragancia Ricci Ricci, fotografiada por Sebastián Kim.

## Personal
En enero del 2004 comienza a salir con el cantante de los Red Hot Chili Peppers, Anthony Kiedis de 42 años de edad, y es fotografiada mientras estaba de vacaciones en St. Barts con él. También salió con D.J. A.M. fueron vistos agarrándose la mano en Nueva York en abril 2007 y terminó en julio. También estuvo saliendo con el jugador de New York Rangers Aaron Voros. Su mejor amiga es la actriz Jessica Szohr.